# Ivan Bisson
Ivan Bisson, conosciuto anche come Iwan (Macerata, 21 aprile 1946), è un ex cestista e dirigente sportivo italiano.

## Carriera

Bisson nel 1975-76

Giocatore della Snaidero Udine e della Ignis prima e "Mobilgirgi Varese" poi in Serie A negli anni settanta. Con la nazionale di pallacanestro dell'Italia ha partecipato a due giochi olimpici (Monaco 1972 e Montreal 1976).
Ha segnato un totale di 3.884 punti in Serie A.
Nel 1978 e fino all'anno seguente ricopre il ruolo di presidente del Varese, squadra di calcio del capoluogo lombardo.
Nel febbraio del 2016 viene inserito dalla Federazione Italiana Pallacanestro nella Italia Basket Hall of Fame.

## Palmarès

### Competizioni nazionali
- Campionato italiano: 5

Pall. Varese: 1970-71, 1972-73, 1973-74, 1976-77, 1977-78
- Coppa Italia: 2

Pall. Varese: 1970-71, 1973

### Competizioni internazionali
- Coppa dei Campioni: 4

Pall. Varese: 1971-72, 1972-73, 1974-75, 1975-76
- Coppa Intercontinentale: 2

Pall. Varese: 1970, 1973

### Nazionale
- Bronzo FIBA EuroBasket

Germania Ovest 1971, Jugoslavia 1975